# Baquíadas

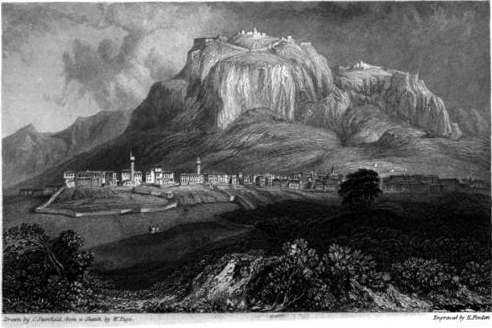
Corinto em 1833

Os baquíadas foram uma importante família oligárquica que controlou Corinto por vários anos.

## Ascensão
Um dos últimos reis de Corinto, Teleste, reinara por doze anos, até ser assassinado por seus parentes. Em seguida,  o poder passou a ser exercido pelos descendentes de Héracles, inicialmente duzentos em número, que, a cada ano, escolhiam um deles (o Presidente, ou Prytanes) para exercer o poder real. Este regime durou até a tirania de Cípselo, noventa anos depois.

## Governo oligárquico
O regime político em Corinto era dominado pela família dos baquíadas, descendentes de Héracles, que se tornaram extremamente ricos.
A riqueza de Corinto também derivava de sua posição geográfica privilegiada: por um lado, era a passagem terrestre entre o Peloponeso e o resto da Grécia, por outro, era o caminho preferido pelos navios, por ter dois portos e permitir o transporte de carga, evitando a perigosa circunavegação do Peloponeso. A isso somava-se a riqueza proveniente dos Jogos Ístmicos, que atraíam multidões à cidade.

## Queda
Os baquíadas apenas casavam-se entre si. Um deles, Anfião, tinha uma filha coxa, chamada Labda, que não conseguiu arrumar marido entre os baquíadas, casando-se com Eetion, filho de Echecrates, da deme de Petra e por origem um lápita, da raça de Caineus.
Eetion não tinha filhos, e consultou o Oráculo de Delfos, que respondeu que seu filho governaria Corinto. Esta profecia estava de acordo com uma profecia anterior que os baquíadas não tinham entendido, e que agora fazia sentido; assim, eles decidiram que os filhos de Eetion deveriam ser mortos.
Quando nasceu um bebê, foram enviados dez homens à casa de Labda, e o primeiro que recebesse o bebê deveria matá-lo, jogando-o ao chão. Por sorte, quando Ladba entregou o bebê, ele sorriu, e o primeiro homem teve compaixão, e passou-o ao segundo homem, e assim por diante, o bebê passando por todos, que, ao final, o devolveram à mãe. Ao sairem da casa, eles discutiram, e resolveram voltar para matar o bebê, mas Labda ouviu tudo, e escondeu o bebê em uma urna de cereal. O bebê não foi encontrado, e foi chamado de Cípselo, pelo local onde ele foi escondido.
O descontentamento da classe média foi explorado por Cípselo que tomou o poder em 657 a.C., matando ou exilando os Baquíadas. 

## Alguns baquíadas
Um dos exilados por Cípselo foi Demarato de Corinto, cuja riqueza era tão grande que fez ele dominar a cidade da Tirrênia onde foi morar, e, na geração seguinte, fez seu filho se tornar rei de Roma.
Outros baquíadas foram:
- Eumelo, poeta épico do século VIII a.C.
- Árquias, fundador de Siracusa em c. 734 a.C.
- Arrabeu, rei de Lincéstide e bisavô de Filipe, o Grande.[6]